# Hirschhorn (Neckar)
Hirschhorn (Neckar) är en stad i Kreis Bergstraße i Regierungsbezirk Darmstadt i förbundslandet Hessen i Tyskland.